# Châtillon-sur-Colmont
Châtillon-sur-Colmont – miejscowość i gmina we Francji, w regionie Kraj Loary, w departamencie Mayenne. Jej burmistrzem jest od 2008 r. Daniel Fourreau.
Według danych na rok 1990 gminę zamieszkiwało 1045 osób, a gęstość zaludnienia wynosiła 26 osób/km² (wśród 1504 gmin Kraju Loary Châtillon-sur-Colmont plasowało się wtedy na 554. miejscu pod względem liczby ludności, natomiast pod względem powierzchni na miejscu 142.).